# Феофан III Єрусалимський
Теофан III (також Феофан III; грец. Πατριάρχης Θεοφάνης Γ'; близько 1570 — 5 грудня 1644, Константинополь) — Патріарх Єрусалимський і всієї Палестини (1608—1644), племінник попереднього патріарха Софронія IV.
Ідучи через Україну до Москви, затримався 1618 року у коронно-козацькому військовому таборі, зворотньою дорогою залишився довший час в Україні (до початку 1621 року).
Маючи повноваження царгородського патріарха Тимофія «справувати всі архієрейські справи у підлеглих царгородському патріархові єпархіях» у Польщі, висвятив 1620 року в Києві (разом з митрополитом Неофітом сирійським та єпископом Аврамієм Страгонським) на митрополита Йова Борецького і 6 єпископів (Ісаю Копинського — перемиського, Мелетія Смотрицького — полоцького, Ісакія Борисковича — луцького, Єзекіїла Йосифа Курцевича — володимирського, Паїсія Іполитовича — холмського, і ще єпископ пінський і турівський), відновивши православну ієрархію на території Київської митрополії.
Надав Київському Богоявленському братству права ставропігії.